# Syndesus aequinoctiale
Syndesus aequinoctiale là một loài bọ cánh cứng trong họ Lucanidae. Loài này được Buquet mô tả khoa học năm 1840.